# Coniophanes longinquus
Espèce
Coniophanes longinquus est une espèce de serpents de la famille des Dipsadidae.

## Répartition
Cette espèce est endémique du Pérou

## Publication originale
- Cadle, 1989 : A new species of Coniophanes (Serpentes: Colubridae) from northwestern Peru. Herpetologica, vol. 45, no 4, p. 411-424.